# Josué Jean Philippe Valeton (1884-1941)
Josué Jean Philippe Valeton (Utrecht, 2 april 1884 – Zwolle, 19 juli 1941) was een Nederlandse predikant, directeur van een jeugdzorgorganisatie en stichter van een landelijke organisatie voor jeugdbescherming.

## Leven en werk
Valeton werd in 1884 in Utrecht geboren als zoon van de hoogleraar Josué Jean Philippe Valeton. Na zijn studie theologie werd hij in 1910 door zijn vader als predikant bevestigd in de hervormde kerk van Weerselo. In 1913 werd hij benoemd tot secretaris van de "Vereeniging Kinderzorg". De belangstelling voor de jeugdzorg had hij van huis uit meegekregen. Zijn vader was bestuurlijk betrokken bij het doorgangshuis voor verwaarloosde jongens in Hoenderloo. In 1916 aanvaardde hij een beroep als predikant naar de hervormde gemeente van Giethoorn. In 1919 ging hij met emeritaat om zich volledig te kunnen wijden aan de jeugdzorg. Hij werd benoemd tot secretaris-directeur Vereniging Kinderzorg. Het werkgebied van de vereniging strekte zich uit over de provincies Drenthe, Overijssel en een groot deel van Gelderland. In 1927 realiseerde hij in Zwolle het Juliana-Kinderhuis. Samen met een collega, ds. Meinink uit Leur, richtte hij de Nederlandse Kinderzorgbond op, waarvan hij de landelijk voorzitter werd. Daarnaast was Valeton zowel plaatselijk, regionaal en landelijk bestuurlijk actief op het terrein van het onderwijs, de drankbestrijding en de gezondheidszorg. Ook hield hij zich bezig met het toezicht op de kerkelijke goederen in de provincie Overijssel. Hij was tevens enkele jaren schoolopziener.
Valeton was vanaf 1923 lid van de gemeenteraad van Zwolle voor de Christelijk-Historische Unie. Hij was jarenlang fractievoorzitter van zijn partij. Hij werd in 1936 benoemd tot ridder in de Orde van Oranje-Nassau. 
Valeton trouwde in 1910 in Utrecht met Christine Maria Hillegonda Blom van Geel. Na het overlijden van zijn eerste vrouw hertrouwde hij in 1921 in Steenwijk met Grietje Rijkmans. Hij overleed in 1941 op 57-jarige leeftijd in zijn woonplaats Zwolle. Op 19 oktober 1950 werd de naar hem genoemde "Ds. J.J.P. Valeton-Stichting", een hervormde voogdijinstelling, opgericht. 

## Filmmateriaal
Valeton legde in de jaren dertig van de 20e eeuw het werk van de vereniging kinderzorg vast op film. Deze collectie van zeven films is ondergebracht bij het Historisch Centrum Overijssel. Het programma Andere Tijden heeft dit materiaal gebruikt in een uitzending op 14 oktober 2012 over het thema "Van arm naar rijk". Getoond werden beelden van twee kinderen die onder begeleiding van medewerkers van kinderzorg uit huis werden geplaatst, omdat hun vader in de gevangenis zat en hun ouders uit de ouderlijke macht waren ontzet. De jongens werden geplaatst in het Juliana-Kinderhuis onder leiding van Valeton.